# Michael Norris

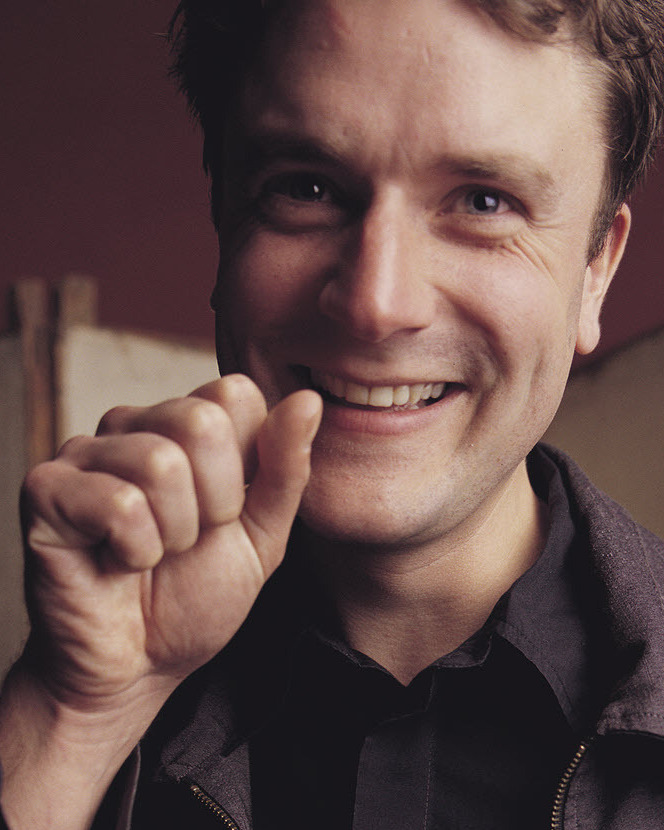

Michael Norris (Dunedin, 1973) is een Nieuw-Zeelands componist, muziekpedagoog en softwareontwikkelaar.

## Levensloop
Norris studeerde compositie aan de Victoria universiteit van Wellington in Wellington, waar hij in 1996 zijn Bachelor of Music behaalde. Vervolgens studeerde hij met een studiebeurs elektroakoestische compositie bij Denis Smalley aan de City University London. Aldaar behaalde hij zijn Master of Arts.
Hij is medeoprichter en co-directeur van het Stroma New Music Ensemble. In 2007 werkte hij voor zes maanden in Wenen en initieerde aldaar een aantal projecten met Europese musici.
Met zijn werk Nightdances reisde het New Zealand Symphony Orchestra door het land en dit werk was in de finale van de "Music Prize" wedstrijd in 2000 en in 2003. In 2000 won hij met zijn werk Nightdances en nog eens in 2003 won hij met Rays of the Sun, Shards of the Moon de Lilburn Prize. Norris is huiscomponist bij het Southern Sinfonia Orchestra en was docent voor compositie aan de New Zealand School of Music. Met een studiebeurs werkt hij tegenwoordig aan de University of Otago. Voor de Donaueschinger Musiktage 2010 schreef hij een nieuw werk Sgraffito, dat door het Radio Kamer Orkest o.l.v. Peter Eötvös in première ging.

## Composities

### Werken voor orkest
- 1996 Mapoutahi Stands, voor orkest
- 1999 Nightdances, voor orkest
- 2001 Elegy for Lilburn, voor klarinet en strijkorkest
- 2001 rev.2005 From the Lonely Margins of the Sea, voor (kamer-)orkest (dwarsfluit, althobo, klarinet, hoorn, piano en strijkers)
- 2002 Symfonie nr. 1: the mountains ponder a silence as profound as stars, voor orkest
- 2002 Rays of the sun, shards of the moon, voor orkest
- 2006 Heavy Traffic, voor contrafagot (solo) en orkest (opgedragen aan: Hamish McKeich)
- 2006 Volti, voor piano (solo) en orkest - (werd bekroond met de "SOUNZ Contemporary Award 2009")
- 2010 Sgraffito, voor kamerorkest (première op 17 oktober 2010 door het Radio Kamer Orkest o.l.v. Peter Eötvös tijdens de Donaueschinger Musiktage 2010)

### Werken voor harmonieorkest
- 2006 Passio, voor zangstem en harmonieorkest (naar: "Passio Domini Nostri Jesu Christe" van Richard Davy (1467?-1538) - nieuw ingericht door David Farquhar, Gillian Whitehead, Jack Body, Lissa Meridan, Michael Norris en Ross Harris)

### Kamermuziek
- 1996 Momenta, voor dwarsfluit (ook: piccolo), hobo, fagot, altviool, cello, contrabas en piano (won de tweede prijs tijdens de Asian Composers League Young Composers Competition in Yokohama in augustus 2000)
- 1996 Narcissus, voor klarinet, viool, cello en piano
- 1999 La terre est bleue comme une orange..., voor dwarsfluit, basklarinet, bastrombone, cello, contrabas en slagwerk
- 2001 Honk!, voor saxofoonkwartet[1]
- 2001 Vitus, voor klarinet, basklarinet, hoorn, bastrombone, cello en contrabas
- 2002 Badb, voor dwarsfluit en piano
- 2002 ...dans les débris du temps, voor dwarsfluit (ook: piccolo) klarinet (ook: Esklarinet) basklarinet, hoorn, bastrombone, cello, contrabas en vibrafoon
- 2002 Zonam Solvere, voor chromatische Gamelan en saxofoonkwartet
- 2002 Scintilla, voor dwarsfluit (ook: piccolo en altfluit), hobo, klarinet, basklarinet, hoorn, trompet, trombone, 2 violen, altviool, cello, contrabas, vibrafoon, hangend bekken, piano en harp
- 2004 dirty pixels, voor viool, cello en piano
- 2005 Spinter Cells, voor alt-/baritonsaxofoon en kamerensemble (dwarsfluit (ook: piccolo), hobo, klarinet, hoorn, trompet, trombone, slagwerk, piano, 2 violen, altviool, cello en contrabas)
- 2005 14 Islands, voor dwarsfluit/basfluit, geprepareerde harp en slagwerk
- 2007 Icons & Artifice, voor 2 basklarinetten, ensemble (dwarsfluit (ook: basfluit en piccolo) klarinet, trompet in c, slagwerk, harp, piano, 2 violen, cello) en live elektronica
- 2007 tesserae...interstices, voor dwarsfluit, klarinet, piano, vibrafoon, viool en cello
- 2008 Ars Moriendi, voor twee basklarinetten
- 2008 Exitus, voor strijkkwartet
- 2008 blindsight, voor dwarsfluit, klarinet, viool en 2 cello (of: cello en piano)[2]
- 2008 Heart across Night, voor trombone en slagwerk
- 2010 Kaleidoscope, voor altviool en piano
- Roh Gunung (Spirit of the Mountains), voor sampelong (Indonesisch bamboes-fluit) en versterkte saluang

### Werken voor piano
- 1996 Silbernacht, voor piano
- 2003 In tempo di guerra, in tempo di tristezza
- 2006 Machine Noises, "landscape prelude" voor piano

### Werken voor gitaar
- 2003 Traiga cuentos la guitarra

### Werken voor slagwerk/percussie
- 1999 Mandala, voor Javaanse Gamelan

### Elektronische muziek / Elektroakoestische werken
- 1996 Chrysalis, voor dwarsfluit en geluidsband
- 1996 Kreasi Baru, voor gamelan en elektronische klanken
- 1996 Ombrisages, voor geluidsband
- 1997 Aquarelle, voor geluidsband
- 1998 Alumina, voor geluidsband
- 1998 Chimaera, voor geluidsband
- 2003 Vorago, voor versterkte kacapi (Indonesische cither), live electronics and tape
- 2004 in flexion

## Publicaties
- Audible (De)composition: recent developments in creatively‐focused FFT‐based processing of digital audio, voordracht tijdens The Australasian Computer Music Conference (ACMC) 2011 aan de Universiteit van Auckland

## Media
1. ↑  Honk! door Hanumi Saxophone Quartet. Gearchiveerd op 28 september 2016.
2. ↑  blindsight door "Pierrot Lunaire Ensemble" Wenen tijdens de wereldpremière

- Bibliothèque nationale de France: cb157892593 (data)
- International Standard Name Identifier: 0000 0000 7849 5227
- Library of Congress Control Number: no98083597
- MusicBrainz: 9b7a04df-f97a-47d7-aef9-7d9ac8349321
- ORCID: 0000-0003-1246-9183
- Virtual International Authority File: 43918706
- WorldCat: E39PBJyCy9W3cFG4Mm3kp46dwC